# ラッセル (企業)
株式会社ラッセル（英: Russell Co.,Ltd.）は、PCゲームソフトの卸売販売と電子マネー『NetRideCash』の運営を行う企業。日本資金決済業協会第一種会員。

## 略歴
2000年2月、株式会社オーツーの元取締役である下山貴幸により設立。
PCゲームソフト・ドラマCD・音楽CDの卸販売、メーカーオフィシャル通販代行、ダウンロード販売代行システム『NET RIDE』の運営、電子マネー『NetRideCash』の運営などを行っている。

## 沿革
- 2000年2月 - 会社設立。
- 2006年8月 - 電子マネー『NetRideCash』の販売及び営業総代理業を開始[4]。
- 2010年4月 - 株式会社メガライドから電子マネー『NetRideCash』の運営を譲受[5]。
- 2013年9月 - 株式会社エクスチェンジからダウンロード販売代行システム『NET RIDE』の運営を譲受。
- 2017年6月 - 電子マネー『Sma-sh pay』をリリース[6]。
- 2019年12月 - ピクシブ株式会社から、Mastodonインスタンス『Pawoo（パウー）』を取得[7]
- 2020年10月 - 株式会社ムービックと共同運営でイベント物販アプリ『Q-mo』サービス開始[8]
- 2022年
  - 8月 - 電子マネー『Sma-sh pay』のサービスを終了[9]
  - 12月 - 『Pawoo』をケイマン諸島のThe Social Coop Limitedに譲渡[10]。

## PCゲーム
すたじお緑茶
- はにかみCLOVER
- 夏彩恋唄

## コンソールゲーム
ラッセル・キュア
- いつか、届く、あの空に。 〜陽の道と緋の昏と〜（PlayStation 2）
- はかれなはーと　君がために輝きを（PlayStation 2）
- 終末少女幻想アリスマチック 〜Apocalypse〜（PlayStation 2）
- 白銀のソレイユ－Contract to the future－（PlayStation 2）
- 風色サーフ（PlayStation 2）

ラッセル
- 忍たま乱太郎 忍たまのための忍術トレーニング （ニンテンドーDS）
- 忍たま乱太郎 学年対抗戦パズル!の段（ニンテンドーDS）
- ストライクウィッチーズ -蒼空の電撃戦 新隊長 奮闘する!- （ニンテンドーDS）
- ストライクウィッチーズ -あなたとできること A Little Peaceful Days-（PlayStation 2）
- 天神乱漫 Happy Go Lucky！！（PlayStation Portable）
- ファイト一発! 充電ちゃん!!CC（PlayStation Portable）
- ＧＡ－芸術科アートデザインクラス－Slapstick WONDER LAND（PlayStation Portable）

W-RUSSELL
- Farming Simulator（PlayStation 3、Xbox 360）
- Port Royale3 -ポートロイヤル3-（PlayStation 3、Xbox 360）
- FLATOUT ULTIMATE CARNAGE（Xbox 360）
- トロピコ3（Xbox 360）
- トロピコ4（Xbox 360）
- Stoked（Xbox 360）
- SBK×Superbike World Championship –JP EDITION-（Xbox 360）
- SUPER STARS V8 RACING（Xbox 360）
- インファーナル ヘルズヴェンジェンス（Xbox 360）

## 電子マネー
NetRideCash
インターネット専用の20歳以上の方に販売を限定した年齢認証付プリペイド型電子マネー。
Sma-sh pay
スマホ決済対応プリペイド型電子マネー。コミックマーケット92でラッセル以外にぱれっと、メロンブックスの企業ブースで採用されていた。2020年10月1日以降はムービックとの共同運営イベント物販サービス『Q-mo』加盟店向けサービスとして運営。2022年8月31日を以てサービス終了。

## グループ会社
- 株式会社メガライド - ゲーム系書籍の編集プロダクション「うさぎ旅館」の運営会社[14]。
- 有限会社セルウィッシュ - ゲームブランドAXLの運営会社。

### 過去のグループ会社
- 有限会社オーバー[3] - ゲームブランドすたじおみりすなどの運営会社。2015年12月清算。